# Kurt Heegner
Kurt Heegner (16 décembre 1893 – 2 février 1965) était un mathématicien, physicien et ingénieur allemand. Il est connu pour d'importantes découvertes en théorie des nombres.

## Biographie
Heegner naquit et mourut à Berlin. En 1952, il publia ce qu'il présentait comme la solution d'un problème classique proposé par Gauss, le problème de déterminer tous les corps quadratiques imaginaires dont le nombre de classes est égal à 1, problème qui, à l'époque, était non résolu depuis un siècle et demi. L'article de Heegner comportait des erreurs qui le firent considérer pendant des années comme sans valeur, mais sa démonstration fut finalement acceptée comme essentiellement correcte quand en 1969, Harold Stark, qui était arrivé indépendamment à une démonstration semblable, montra que celle de Heegner, à une erreur mineure près, était grosso modo équivalente à la sienne. Stark montra notamment que, contrairement à ce qu'on avait cru, l'utilisation par Heegner d'un résultat conjecturé mais non démontré par Weber n'invalidait pas la solution donnée par Heegner du problème de Gauss. Toutefois, Heegner, qui était mort depuis quatre ans lors de la publication de Stark, ne vit jamais son travail réhabilité.